# Serviço Circular Honório - Deodoro
O Serviço Circular Honório - Deodoro: Deodoro ↔ Honório Gurgel foi um serviço da Linha Belford Roxo da SuperVia que conecta os ramais de Belford Roxo, Deodoro, Japeri e Santa Cruz. Atualmente o serviço encontra-se desativado desde 27 de dezembro de 2016.

## Histórico
Esta linha faz a ligação entre a Estação Deodoro, que pertence aos ramais Deodoro, Santa Cruz e Japeri, e a Estação Honório Gurgel, que pertence ao ramal de Belford Roxo. Tem 5 km de extensão e iniciou suas operações no dia 18 de Maio de 2015  como linha circular e como serviço experimental em dias úteis.
A via que compõe esta linha é compartilhada com a MRS Logística, que opera ramais de carga, e por isso em alguns horários as operações de passageiros ficam suspensas. O serviço foi desativado no dia 27 de dezembro de 2016. 

## Estações
| Sigla | Estação        | Comentários                                            |
| ----- | -------------- | ------------------------------------------------------ |
| DDO   | Deodoro        | Integração com as linhas Deodoro, Japeri e Santa Cruz. |
| HGL   | Honório Gurgel | Integração com a linha Belford Roxo                    |